# Masa Kamaguchi
Masatoshi „Masa“ Kamaguchi (jap. 釜口 雅敏, Kamaguchi Masatoshi; * 1966 in Wakkanai, Hokkaido) ist ein japanischer Jazzmusiker (Kontrabass).

## Leben und Wirken
Kamaguchi begann mit 14 Jahren – beeinflusst von Jaco Pastorius – E-Bass zu spielen. 1985 zog er nach Tokyo, um ein Ingenieurstudium an der Hōsei-Universität aufzunehmen. Daneben spielte er Kontrabass und hatte Privatunterricht bei Yoshio Ikeda, einem Schüler von Gary Peacock. 1990 setzte er sein Studium am Berklee College of Music fort, wo er Unterricht bei Joe Hunt hatte. In dieser Zeit spielte Kamaguchi mit Musikern wie George Garzone, Bert Seager, Hal Crook, Herb Pomeroy und Frank Carlberg; außerdem tourte er in Europa. 1994 zog er nach New York City, wo er u. a. mit Frank Kimbrough, Sonny Simmons, Ben Monder, David Murray, Toots Thielemans, Tony Malaby und Charles Gayle arbeitete.
Kamaguchi spielte ab den 1990er-Jahren in Massachusetts in Jimmy Weinstein’s Natural Coincidence, im John O’Gallagher Trio, NAM (mit Ahmed Abdullah, Alex Harding, Jimmy Weinstein) und im Roberta Piket Trio. Im Bereich des Jazz war er zwischen 1993 und 2015 an 33 Aufnahmesessions beteiligt, außer den Genannten auch bei Jacques Schwarz-Bart (Immersion) und Frank Kimbrough (Play, 2005, mit Paul Motian). 2006 zog er nach Barcelona und spielte fortan mit US-amerikanischen und europäischen Musikern wie Vinnie Sperrazza, Jacob Sacks, Perico Sambeat, Javier Vercher und Mariola Membrives. 2016 gehörte er dem Trio/Quartett von Russ Lossing an; 2018 trat er mit Harris Eisenstadt auf.

## Diskographische Hinweise
- Matt Renzi, Jimmy Weinstein, Masa Kamaguchi: Lines and Ballads (Fresh Sound New Talent, 1999)
- NAM: Actual Proof (CIMP, 1999)
- NAM: Song of Time – Live at the Vision Festival (Clean Feed Records, 2004)
- John O’Gallagher, Masa Kamaguchi, Jay Rosen: Rules of Invisibility Vol. 2 (CIMP, 2004)
- John O’Gallagher: Dirty Hands (Clean Feed, 2008)
- Vinnie Sperrazza/Jacob Sacks/Masa Kamaguchi: Play Cy Coleman (Fresh Sound New Talent, 2011)
- Noah Preminger, Masa Kamaguchi, Rob Garcia: Background Music (Fresh Sound New Talent, 2014)
- Vinnie Sperrazza, Jacob Sacks, Masa Kamaguchi: Play Tadd Dameron (Fresh Sound New Talent, 2016)
- Vinnie Sperrazza, Jacob Sacks, Masa Kamaguchi: Play Lee Morgan (Fresh Sound New Talent, 2017)
- Russ Lossing Trio: Ways (ezz-thetics, 2019), mit Billy Mintz
- Frank Kimbrough: Ancestors (2021)